# 3600 Архімед
3600 Архімед (1978 SL7, 1951 AU1, 1980 EV, 1984 AG1, 3600 Archimedes) — астероїд головного поясу, відкритий 26 вересня 1978 року.
Тіссеранів параметр щодо Юпітера — 3,406.